# Rogowski-spoel

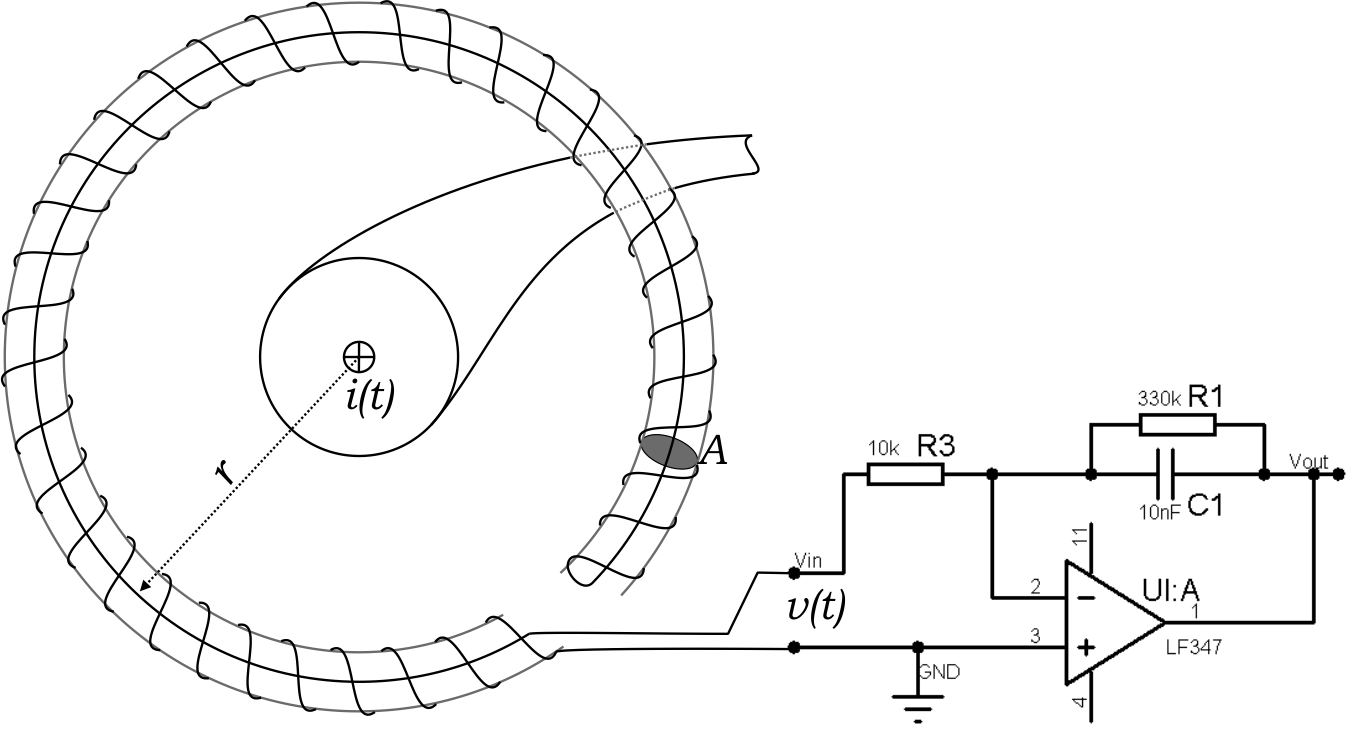
Rogowski-spoel om een stroomvoerende geleider

Een Rogowski-spoel, vernoemd naar de Duitser Walter Rogowski, is een elektrotechnisch apparaat voor het meten van wisselstromen in een elektrische geleider.

## Principe
Een Rogowski-spoel is een helixvormige spoel zonder magnetiseerbare kern (kern zonder ijzer). Voor gemakkelijke hanteerbaarheid is meestal een van de uiteinden door het midden van de spoel teruggeleid naar het begin, zodat beide draden op dezelfde plaats bijeenkomen. De spoel wordt gebogen aangebracht rond de geleider waarin de stroomsterkte gemeten wordt.
De primaire stroom in de geleider induceert een spanning in de spoel die proportioneel is met de verandering van de primaire stroom door de geleider. De spanning aan de uitgang moet versterkt en geconditioneerd worden voordat deze bruikbaar is in berekeningen of omzettingen. Hiervoor worden vaak speciale integratorschakelingen gebruikt met een ingebouwde analoog-digitaalomzetter.
Door het ontbreken van een kern kan de spoel zo uitgevoerd worden dat de spoel flexibel is en geen gesloten kring vormt. Hierdoor is het mogelijk om de Rogowski-spoel te installeren in zowel bestaande installaties als mobiele meetopstellingen. Vanwege het ontbreken van een ijzerkern heeft de Rogowski-spoel een lage zelfinductie en kan hij reageren op snel veranderende stromen. Daarnaast is een Rogowski-spoel geschikt voor het meten van hoge stromen, maar vanwege het meetprincipe kan men alleen wisselstromen of hoogfrequente stroompulsen meten.

## Formules
De spanning die door een Rogowski-spoel wordt opgewekt is:
{\displaystyle v(t)={\frac {-AN\mu _{0}}{l}}{\frac {\mathrm {d} I_{p}(t)}{\mathrm {d} t}}}
Daarin is:
- {\displaystyle A} de doorsnede van de wikkeling
- {\displaystyle N} het aantal windingen
- {\displaystyle l} de lengte van de spoel (omtrek van de cirkelvormig gebogen spoel)
- {\displaystyle {\frac {\mathrm {d} I_{p}(t)}{\mathrm {d} t}}}, de snelheid waarmee de stroomsterkte door de stroomvoerende geleider verandert
- {\displaystyle \mu _{0}=4\pi \times 10^{-7}} V·s·A−1·m−1, de magnetische constante

In de formule wordt aangenomen dat de wikkelingen gelijkmatig zijn verdeeld en dat de diameter van een wikkeling klein is ten opzichte van de lengte van de spoel.
De spanning van de Rogowski-spoel is rechtevenredig met de verandering van de stroom door de geleider. De uitgang wordt door een integrator geleid zodat de spanning evenredig wordt met de stroomsterkte.
{\displaystyle V_{\text{uit}}=\int v\mathrm {d} t={\frac {-AN\mu _{0}}{l}}I_{p}(t)+C_{\text{integratie}}}